# Пяка
Пяка (ест. Päka, виро Päkä) — село в Естонії, входить до складу волості Орава, повіту Пилвамаа.